# Cantón de Bagnères-de-Bigorre
El cantón de Bagnères-de-Bigorre era una división administrativa francesa, que estaba situada en el departamento de Altos Pirineos y la región de Mediodía-Pirineos.

## Composición
El cantón estaba formado por diecinueve comunas:
- Antist
- Argelès-Bagnères
- Astugue
- Bagnères-de-Bigorre
- Banios
- Bettes
- Cieutat
- Hauban
- Labassère
- Lies
- Marsas
- Mérilheu
- Montgaillard
- Neuilh
- Ordizan
- Orignac
- Pouzac
- Trébons
- Uzer

## Supresión del cantón de Bagnères-de-Bigorre
En aplicación del Decreto n.º 2014-242 de 25 de febrero de 2014, el cantón de Bagnères-de-Bigorre fue suprimido el 22 de marzo de 2015 y sus 19 comunas pasaron a formar parte; diez del nuevo cantón de El Valle del Arros y de los Baïses y nueve del nuevo cantón de La Alta Bigorra.